# Кубок Загреба з футболу
Кубок Загребської футбольної асоціації (хорв. Kup Zagrebačkog nogometnog podsaveza) — футбольне змагання для клубів Загреба, що проводилось з перервами у 1922—1936 роках. Кубок розігрувався за олімпійською системою. у 1922—1926, 1929—1934 роках носив назву Кубка Загребської футбольної асоціації, у 1926—1928 — Кубок Балоковича (на честь скрипаля Златко Балоковича, що подарував срібний кубок учасникам). У 1934—1936 роках трофей розігрувався як Зимовий кубок. Переможцями кубка ставали лише два клуби — «Граджянскі» (6 разів) і ХАШК (3 рази).

## Переможці
| Сезон   | Переможець | Фіналіст   | Рахунок  |
| ------- | ---------- | ---------- | -------- |
| 1922-23 | Граджянскі | Пенкала    | 6:1      |
| 1924-25 | ХАШК       | Граджянскі | 2:1      |
| 1925-26 | ХАШК       | Граджянскі | 4:3      |
| 1926-27 | Граджянскі | ХАШК       | 4:2      |
| 1927-28 | Граджянскі | Вікторія   | 5:1      |
| 1929-30 | ХАШК       | Граджянскі | 5:2      |
| 1933-34 | Граджянскі | Конкордія  | 3:1      |
| 1934-35 | Граджянскі | Конкордія  | 1:1, 2:0 |
| 1935-36 | Граджянскі | ХАШК       | 3:2      |